# Аварійний комісар
Аварійний комісар — фізична особа, до послуг якої звертаються страховики, страхувальники, потерпілі особи для захисту своїх інтересів у разі страхового випадку із застрахованим майном. Страховик визначає аварійного комісара як у своїй країні, так і за кордоном, вказуючи його ім'я, поштову і телеграфну адресу в страховому сертифікаті або полісі, який надається страхувальнику.